# برت ویلبرت وید
برت ویلبرت وید (انگلیسی: Barrett Wilbert Weed؛ زادهٔ ۶ نوامبر ۱۹۸۸) هنرپیشه، خواننده اهل ایالات متحده آمریکا است. وی از سال ۲۰۱۱ میلادی تاکنون مشغول فعالیت بوده‌است.